# Novumbra hubbsi
Novumbra hubbsi är en fiskart som beskrevs av Schultz 1929. Novumbra hubbsi ingår i släktet Novumbra och familjen Umbridae. IUCN kategoriserar arten globalt som nära hotad. Inga underarter finns listade i Catalogue of Life.